# Waffenverbot

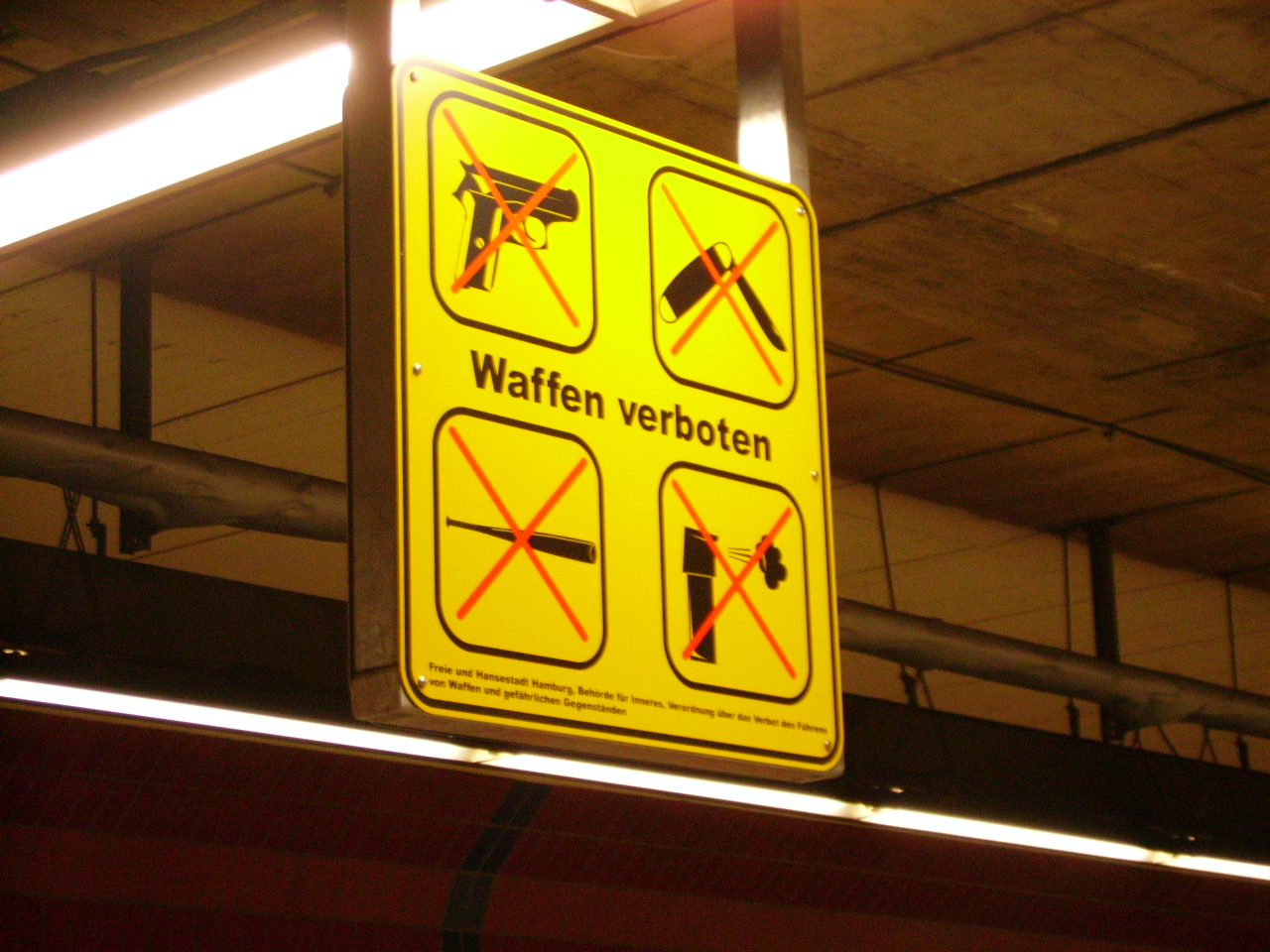
Waffenverbotsschild im S-Bahnhof Reeperbahn

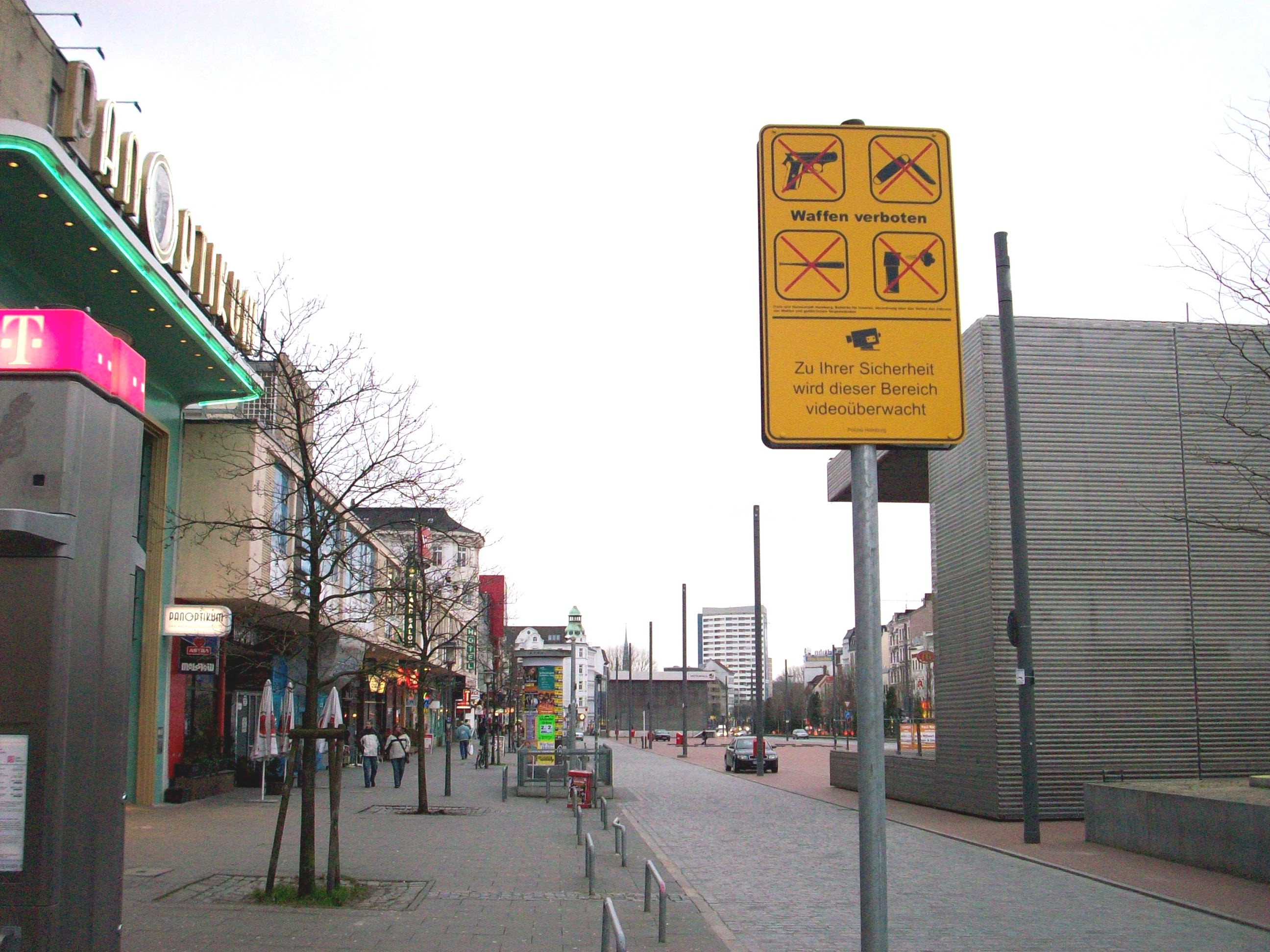
Schild am Spielbudenplatz

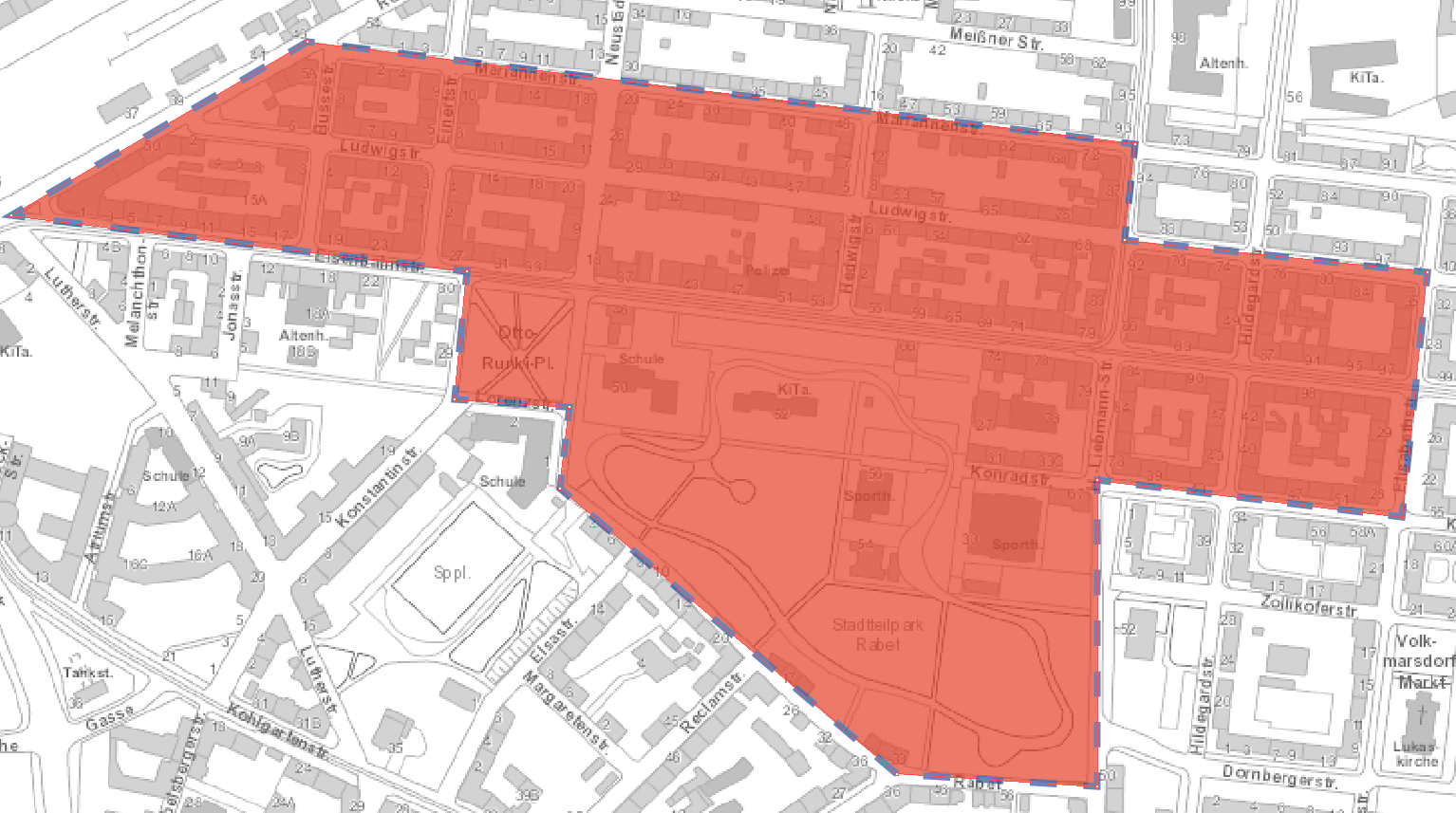
Plan Waffenverbotszone Leipzig, 2019

Als Waffenverbot werden Mitführverbote von Waffen bezeichnet, wobei unerheblich ist, ob diese einer Waffenbesitzkarte bzw. einem Waffenpass unterliegen. Die Verbote dienen der Verhinderung von Kriminalität und werden insbesondere in sozialen Brennpunkten mit erhöhter Kriminalitätsgefahr sowie in Bereichen eingeführt, in welchen sich eine Drogenszene etabliert hat.
Unabhängig von den hier behandelten generellen Waffenverboten kann ein individuelles Waffenverbot verhängt werden, dass einer Person auch den Umgang mit erlaubnisfreien Waffen verbietet (z. B. wegen Straffälligkeit).

## Geschichte
In seinem 1152 verkündeten Landfrieden hatte Friedrich Barbarossa ein Waffenverbot (Verbot, ein Schwert zu führen) für Bauern erlassen. Als Reaktion auf Gewaltkriminalität wurden im deutschsprachigen Raum im Laufe des 21. Jahrhunderts Waffenverbote eingeführt, welche auch jene Waffen betreffen, die nicht waffenscheinpflichtig sind (siehe Artikelabschnitt Einordnung) so gilt seit Dezember 2007 ein Waffenverbot in Hamburg, in Wien werden 2019 Waffenverbote in zwei sozialen Brennpunkten eingeführt. Im Jahr 2018 wurde zudem im Bereich des Linzer Hauptbahnhofes das Waffenverbot eingeführt.

## Einordnung
Waffenverbote sind nicht explizit an waffenscheinpflichtige Schusswaffen, sondern auch an Gegenstände gebunden, welche im alltäglichen Leben und in jedem Haushalt vorkommen, jedoch zu Straftaten zweckentfremdet werden. So fallen etwa zu bestimmten Sportarten genutzte Gegenstände wie Baseballschläger unter das Waffenverbot oder Haushaltsgegenstände wie Küchenmesser. Vom Waffenverbot ausgenommen sind etwa Vollzugsbeamte der Polizei oder der Zollverwaltung sowie Mitarbeiter von Wach- und Sicherheitsdiensten, welche Pfeffersprays oder Schlagstöcke mitführen dürfen. Im Hamburger Stadtteil St. Pauli dürfen Frauen zur Selbstverteidigung Pfeffersprays mitführen.

## Beispiele

### Deutschland
- Hamburg: in Hamburg gelten Waffenverbotszonen im Bereich des Stadtteils St. Pauli sowie dem Hansaplatz in St. Georg.
- Leipzig: Waffenverbotszone im Bereich um die Eisenbahnstraße im Leipziger Osten.[3]

### Österreich
- Linz: Der Bereich um den Linzer Hauptbahnhof gilt seit Dezember 2018 als Waffenverbotszone.
- Wien: In Wien traten am 1. Februar 2019 Waffenverbote in zwei Zonen in Kraft, diese betreffen den Bereich des Praterstern, welcher, nachdem die Drogenszene sich hier etablierte, zu einem sozialen Brennpunkt geworden ist. Zudem gilt ein Waffenverbot am Donaukanal im Bereich zwischen der Innenstadt und dem Bezirk Leopoldstadt.

## Kritik
In Wien wird das Waffenverbot zwar von einer deutlichen Mehrheit der Politiker und Bevölkerung akzeptiert, jedoch gab es insbesondere daran Kritik, dass dieses nicht das gesamte Stadtgebiet, sondern nur zwei kleinere Bereiche Wiens umfasst, da es zu möglichen Verlagerungseffekten kommen könnte. Der Bürgermeister Wiens, Michael Ludwig,  fordert daher eine Ausweitung der Waffenverbotszone auf das gesamte Stadtgebiet.